# Dannemoine
Dannemoine is een gemeente in het Franse departement Yonne (regio Bourgogne-Franche-Comté) en telt 416 inwoners (1999). De plaats maakt deel uit van het arrondissement Avallon.

## Geografie
De oppervlakte van Dannemoine bedraagt 10,3 km², de bevolkingsdichtheid is 40,4 inwoners per km².
De onderstaande kaart toont de ligging van Dannemoine met de belangrijkste infrastructuur en aangrenzende gemeenten.

## Demografie
Onderstaande figuur toont het verloop van het inwonertal (bron: INSEE-tellingen).